# Bordușani
Bordușani est une commune du județ de Ialomița en Roumanie.